# يوميات طفل مستضعف (فلم)
يوميات فتى ضعيف (بالإنجليزية: Diary of a Wimpy Kid) هو فيلم أمريكي مقتبس عن رواية تحمل الاسم نفسه من سلسلة روايات كتبها الروائي الأمريكي جيف كيني حصلت على أعلى نسبة مبيعات لكتب الأطفال ل 41 أسبوع في عام 2009 من قائمة نيويورك لأفضل الكتب مبيعاً.

## حبكة الفيلم

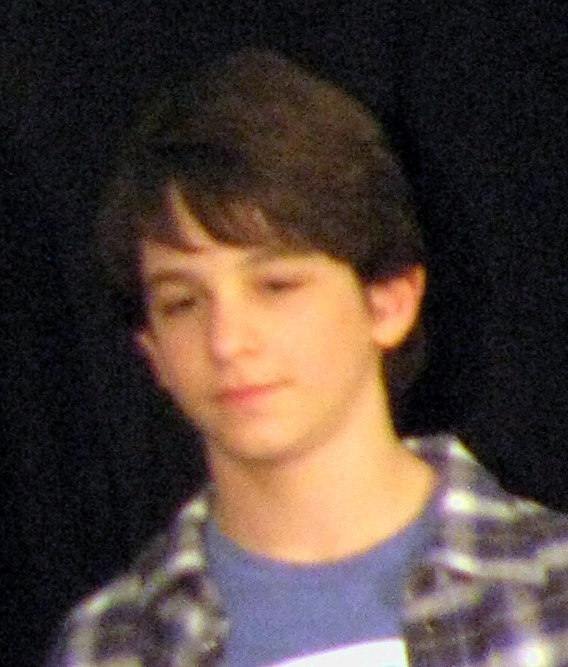
زاكاري جوردون في العرض الأول لفيلم "يوميات طفل مستضعف"

الفيلم يبدأ مع غريغ هيفلي ذو الثانية عشر من العمر من بطولة الممثل زاكاري جوردون مستيقظا على رنين الساعة في الرابعة صباحا وهو على عجلة من أمره ظنا منه أنه المدرسة قد بدأت ليكشف فقط أن شقيقه الأكبر رودريك هيفلي بطولة الممثل ديفون بوستيك قد عبث بمنبه الساعة وأن المدرسة لن تبدأ قبل الأسبوع المقبل، وفي أول يوم له في المدرسة المتوسطة يسعى غريغ هيفلي إلى أن يصبح من أكثر الطلاب شهرة في المدرسة كلها بمساعدة أعز أصدقائه رولي جيفرسون السمين والمخلص، والفيلم يظهر مغامرات غريغ ورولي وسعيهما إلى اكتساب الشهرة والمقالب التي يواجهانها في طريقهما.

## الطاقم
| الممثل        | الدور        |
| ------------- | ------------ |
| زاكاري جوردون | غريغ هيفلي   |
| رولي جيفرسون  | روبر كابرون  |
| ديفون بوستيك  | رودريك هيفلي |
| اليكس فيريكس  | كولن لي      |

## روابط خارجية
- مقالات تستعمل روابط فنية بلا صلة مع ويكي بيانات